# Gerhard (Durbuy)

Wappen Gerhards von Durbuy

Gerhard von Durbuy (* 1223; † um 1303) war Graf von Durbuy und Herr von Roussy.
Er war der vierte und jüngste Sohn Walram IV., Herzog von Limburg und Graf von Luxemburg und seiner zweiten Frau Ermesinde von Luxemburg.
Er heiratete vor 1259 Mechthilde von Kleve, die Tochter des Dietrich von Kleve, Herr von Dinslaken, und der Elisabeth von Brabant. Sie hatten mindestens acht Töchter:
- Ermesinde († 1308), ⚭ (1272) Gerhard V., Graf von Blankenheim († nach 1309)
- Katarina († 26. September 1328), ⚭ I) Albrecht, Herr von Voorne († 1287), ⚭ II) Wolfart von Borsselen († 1289) (Haus Borsselen)
- Agnes
- Maria
- Mathilda, Herrin von Melin (Mellet), ⚭ Baudouin de Hénin, Herr von Fontaine-l’Évêque (Haus Hénin)
- Pentecosta, ⚭ Wilhelm von Mortagne, Herr von Rumes (* 1268; † 1302)
- Isabella, Herrin von Roussy, ⚭ Heinrich II. von Grandpré, Herr von Houffalize und Livry
- Margareta († 1291), ⚭ Johann III., Herr von Ghistelles († 1315)